# She
Los she (chino: 畲族; pinyin: Shē zú) son un grupo étnico, uno de los 56 oficialmente reconocidos por el gobierno de la República Popular China. Son la minoría más amplia en la provincia de Fujian. También están presentes en Zhejiang, Jiangxi, Guangdong y Anhui. Viven en pequeñas comunidades que están ampliamente distribuidas por el territorio.

## Idioma
La mayoría de los she hablan su propia variedad de chino, parecida al chino hakka de la etnia han de los hakka. El idioma original de la etnia, el she, no tiene relación con el chino y pertenece a las lenguas hmong-mien, pero hoy está casi olvidado ya que se calcula que sólo unas mil personas son capaces de hablarlo y entenderlo. Los que aún son capaces de hablar el idioma se denominan a sí mismos hone y forman en la práctica un grupo étnico diferenciado, aunque oficialmente también son she. Su idioma se ha clasificado como intermedio entre el miao y el yao.
Por otro lado, además del chino, muchos she hablan también cantonés, dependiendo de la zona en la que habitan.

## Historia
Algunos historiadores creen que los she son descendientes del antiguo pueblo de los yue, origen también de los miao y los yao. Sin embargo, otros estudiosos no ven ninguna relación entre estos pueblos. Según esta teoría, los primitivos she vivían en la zona de las montañas Fénix en Guangdong y emigraron de sus tierras para huir de la opresión de los señores feudales.
Durante el reinado de la dinastía Tang, los she se establecieron en la actual provincia de Fujian y quedaron bajo el poder central del imperio.
Los she han protagonizado a lo largo de la historia diversas revueltas contra los terratenientes locales que les oprimían. Durante la Guerra Civil (1916-1949) se produjeron diversas revueltas contra los terratenientes de Fujian, al igual que pasó durante la revolución agraria de 1927.

## Cultura
Los she dan gran importancia a la música, tanto durante sus actividades diarias como en las ocasiones especiales. Cuando se visita un poblado she, los habitantes invitan al visitante a cantar con ellos.
Los trajes tradicionales de las mujeres están elaborados con telas brocadas con dibujos geométrico, de animales o de flores. A menudo utilizan también sombreros hechos con bambú. Suelen peinarse con el pelo recogido en un moño alto que decoran con una cinta de lana.
Una de las tradiciones she es que cuando alguien visita una de sus casas tiene que dejar su paraguas en el exterior de la vivienda. Un paraguas dentro de una casa es sinónimo del anuncio de una muerte inminente.

## Religión
Las mayoría de los she son politeístas (creen en diferentes dioses). Uno de sus dioses principales es Panhu, el rey perro, al que consideran el padre de su pueblo. Según la tradición, este dios tienen cabeza de dragón, cuerpo de perro y mide siete metros.
Panhu ayudó a un emperador a terminar con una revuelta que afectaba al país. La hija del emperador se enamoró de Panhu con el que tuvo tres hijos y una hija. Según los she, estos hijos son los padres de su raza. Los she adoran pinturas e imágenes de estos antecesores, a los que dedican cada tres años una serie de rituales y sacrificios.
- Datos: Q735890
- Multimedia: She people / Q735890